# Paradoja de D'Alembert

Jean le Rond d'Alembert

La paradoja de D'Alembert es una contradicción a la que llegó D'Alembert luego de estudiar matemáticamente el fenómeno de la resistencia producida sobre un cuerpo cuando una corriente de fluido (líquido o gas) circula sobre él.
D'Alembert aplicó la teoría de flujo potencial para modelar el fenómeno, y concluyó que la fuerza resultante sobre el cuerpo sobre el cual fluye el aire es cero, lo cual se contradice con la observación.